# عذان (النادرة)

تعديل مصدري - تعديل

عذان هي إحدى قرى عزلة مالك بمديرية النادرة التابعة لمحافظة إب، بلغ تعداد سكانها 274 نسمة حسب تعداد اليمن لعام 2004.